# Le Fugitif (nouvelle)
Pour les articles homonymes, voir Le Fugitif.
Le Fugitif est une nouvelle dramatique de neuf pages d’Anton Tchekhov, publiée en 1887.

## Historique
Le Fugitif est initialement publié dans la revue russe Le Journal de Pétersbourg, numéro 266, du 28 septembre 1887, sous le pseudonyme A.Tchekonte.

## Résumé
L’enfant a marché toute la nuit sous la pluie avec sa mère pour arriver au dispensaire. Ils font la queue. Enfin, le docteur l’examine. La plaie au coude de l'enfant s’est infectée : il va falloir lui couper le bras. Le docteur est en colère contre la mère. Il garde l’enfant et lui donne une chambre avant de l’opérer. 
L’enfant n’a jamais vu d’endroit aussi beau et propre. En se promenant dans les couloirs, il voit un mort : il veut s’enfuir, il se perd et tombe sans connaissance.

## Extraits
Le docteur : « Mon bon monsieur... Tu as laissé pourrir le bras de cet enfant et tu me sers des "mon bon monsieur" ! Quel travailleur fera-t-il avec un bras en moins ? »

## Édition française
- Le Fugitif, traduit par Édouard Parayre, Éditions Gallimard, Bibliothèque de la Pléiade, 1970  (ISBN 2-07-010550-4)